# سیارک ۲۹۱۱
سیارک ۲۹۱۱ (به انگلیسی: 2911 Miahelena، نامگذاری:1938GJ) دو هزار و نهصد و یازدهمین سیارک کشف شده‌است که در ۸ آوریل ۱۹۳۸ کشف شد.
قدر مطلق سیارک برابر ۱۱٫۳۰ است.